# Moldáv nyelv

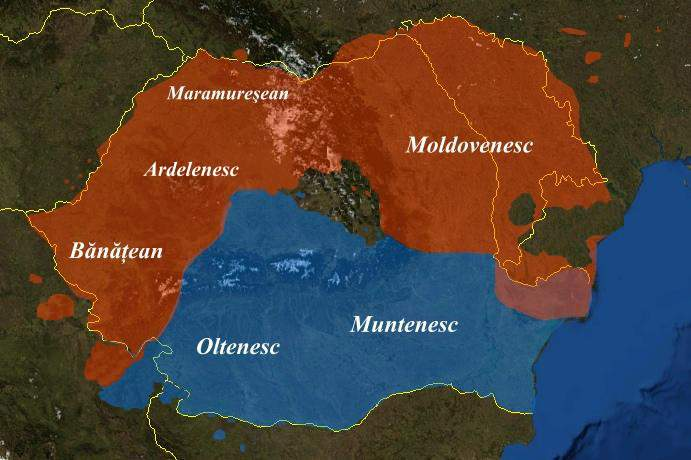
Román nyelvjárások. Keleten a moldvai nyelvjárás a romániai Moldva, a Moldovai Köztársaság és Transznisztria területére is kiterjed

Moldáv nyelv vagy moldován nyelv (románul latin ábécével limba moldovenească, cirill ábécével лимба молдовеняскэ) volt a román nyelv hivatalos elnevezése az egykori Moldáv Szovjet Szocialista Köztársaságban és 2013-ig a mai Moldovai Köztársaságban. Jelenleg is ez az elnevezése az ettől 1991-ben elszakadt ún. Dnyeszter Menti Köztársaságban. ISO 639 kódjai mo és mol voltak, de 2008 novemberében ezeket megszüntették, és helyettük szükség szerint a román nyelv kódjait kell használni. SIL  kódja nincs, mivel a SIL nemzetközi szervezet nem ismeri el különálló nyelvnek, ugyanis eközött és a román között nem található számottevő különbség.
A „moldáv nyelv” valójában szociolingvisztikai fogalom. Heinz Kloss  német nyelvész, az ausbaunyelv és az abstandnyelv fogalmak bevezetője 1967-ben megemlítette, hogy „a moldáv és a román […] inkább egyazon sztenderd nyelv változatainak tűnnek, mintsem két különálló nyelvnek”. Későbbi, szociolingvisztikával foglalkozó nyelvészek közül például az angol Peter Trudgill  is felhozza példaként a moldávot mint a román nyelv egyik ausbau-szerű problémáját, megjegyezve, hogy az előbbinek azért próbálták megalkotni a sztenderdjét, hogy a romántól különböző nyelvet kreáljanak. Ennek az volt a célja, hogy igazolják az ország területének Romániától való elválasztását, és a Szovjetunióhoz való tartozását. Ma a nyelvészek, beleértve oroszokat is, általában románnak tartják azt a nyelvet, melyet politikai okokból moldávnak neveztek vagy neveznek.
Maia Sandu, Moldova köztársasági elnökasszonya 2023. március 22-én aláírta az új törvényt, amely véglegesen törölte a moldáv nyelv fogalmát az országban. A vita ellenben még nem ért véget, ugyanis belső ellenzéki politikusok és az orosz külügy még most is életben tartja a kérdést, amelynek vélhető oka az utóbbi időben egyre növekvő ellentét Moldova és Oroszország között.

## Történelmi áttekintés

### 1812–1924
1812 előtt Moldva nagyjából a Keleti-Kárpátok és a Dnyeszter folyó között elterülő, az Oszmán Birodalom fennhatósága alá tartozó fejedelemség volt. A lakosok többsége mai kifejezéssel élve román ajkú volt, de a román nyelv fogalmának a meghonosodása előtt a moldvaiakra vonatkozóan inkább a limba moldovenească ’moldvai/moldáv nyelv’ fogalom volt jellemző. Ez megjelent például Grigore Ureche moldvai krónikásnál, de a moldávnak a román nyelvvel való azonosítása is, aminek a fogalma addig csak a Havasalföld nyelvére vonatkozott. Például Miron Costin  moldvai krónikás hangoztatta a moldvaiak, a havasalföldiek és az erdélyiek közös római eredetét és román voltát, és ezt írta: „bár most moldvaiaknak mondjuk magunkat, nem kérdezzük: tudsz-e moldvaiul?, hanem: tudsz-e románul?, azaz rómaiul”. Dimitrie Cantemir, aki 1710 és 1711 között Moldva fejedelme volt, moldvai nyelvről írt ugyan, de megjegyezte, hogy a moldvaiak ugyanazt a nyelvet beszélik, mint a havasalföldiek és az erdélyi románok.
1812-ben a Moldvai fejedelemség keleti része, Besszarábia az Orosz Birodalomhoz került. Akkor az orosz mellett elfogadták a lakosság nyelvét a helyi intézményekben, de a továbbiakban az orosz nyelv egyre nagyobb teret kapott, a román pedig fokozatosan kiszorult: előbb a hivatalos használatból, majd az állami tanintézetekből, ahol 1871-ben betiltották a tanítását, de még az egyházi iratokból is. 1882-ben a chișinăui egyházi nyomdát is bezáratták.
1905 és 1917 között feléledt a román nemzeti öntudat, megjelentek román nyelvű lapok, és újra engedélyezték a román nyelv használatát az egyházi életben.
Besszarábia az első világháború nyomán, 1918-ban Romániához került. Területén a román nyelvnek ugyanaz lett a státusza, mint Románia többi részében.

### 1924–1989

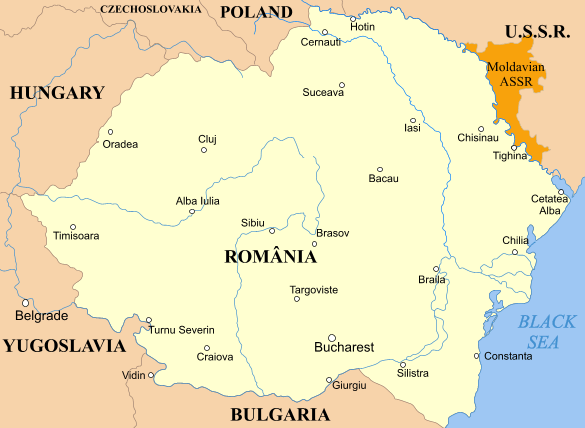
Románia 1924-ben. A Dnyeszter bal partján terült el a Moldáv Autonóm Köztársaság, aminek a legnagyobb része a mai Transznisztria

A Dnyeszter bal partján is élt román ajkú lakosság. A nemzetiségek iránti szovjet politika szellemében 1924-ben itt, az Ukrán Szovjet Szocialista Köztársaság keretében megalapították a Moldáv Autonóm Szovjet Szocialista Köztársaságot . Ennek az irányváltoztatásaival a hatóságok kulturális és nyelvi politikája meglehetősen ellentmondásosnak bizonyult.
1924-ben, az akkor meghirdetett moldávosítási politika keretében kezdődött el a moldáv nyelv mint a romántól különböző sztenderd nyelv megalkotása, ugyanis a cári uralom alatt addigra nagy mértékben eloroszosodott, eredetileg román ajkú lakosság hivatalosan nemzetiségi státuszt kapott, emellett az ún. moldáv népet a romántól különbözőként igyekezték meghatározni. A nyelvét hivatalosan moldávnak nevezték el, és bevezették az orosz ábécéből eredő moldáv ábécét. Egy Leonyid Madan nevű nyelvész a transznisztriai és besszarábiai nyelvjárások szókészletéből merített, orosz szavakat vett át, és maga is sok új szót kreált tükörfordítás útján, hogy ne használjanak a román nyelvbe került nyugati jövevényszavakat. Ugyanakkor a helyesírás a lehető leghívebben adta vissza a moldvai nyelvjárás hangtani sajátosságait, melyek egyébként alapjában véve azonosak a romániai Moldvában élőkkel. Ezt a nyelvet tanították anyanyelvként az iskolákban az orosz mellett, ezt használták a kulturális intézményekben és a kiadványokban.
1932-ben azonban radikális fordulat következett be. Az addigi törekvéseket szabotázsként ítélték el, mellyel úgymond meg akarták akadályozni a kölcsönös megértést a Dnyeszter két oldala között, és ezzel a kommunista eszmék elterjedését Romániában. Madant le is tartóztatták. Visszatértek a latin ábécére, és gyakorlatilag az akkori román sztenderd nyelvváltozatot vezették be.  Odáig mentek, hogy az irodalmi örökség tiszteletének nevében román klasszikus írók egyes műveit is bevonták az oktatásba. Valójában a latinizálás általános törekvés volt a Szovjetunió nem szláv tagköztársaságaiban, ugyanis a közép-ázsiaiakban is akkoriban áttértek az arab ábécéről a latinra.
1938-ban újból fordult a kocka. A sztálini tisztogatások légkörében leleplezték az úgymond románosító ellenforradalmárokat, a burzsoá Románia kémeit, akik a Gulágra kerültek. Újra bevezették a cirill írásos moldáv nyelvet, melynek a sztenderdizálását egy I. D. Ceban nevű nyelvész vette át. Ebben a változatban kevesebb Madan-féle neologizmus volt, és ingadozott az oroszosítás és a románosítás között. Ugyanakkor a sztenderd nyelvnek az egyszerű nép nyelvére való leegyszerűsítése ellen jelentek meg állásfoglalások, melyek az emelkedett moldáv nyelv eszméjének nevében elvetették a regionalizmusokat. Csakhogy ez a nyelv nagyon kicsit különbözött a romántól.
1940-ben Románia átengedte Besszarábiát a Szovjetuniónak, és ebből meg a Moldáv SZSZAK-ból megalkották a Moldáv Szovjet Szocialista Köztársaságot. Itt a román nyelvet felváltotta a „moldáv”, de az 1950-es évekre ez gyakorlatilag már csak cirill írásával különbözött a sztenderd romántól, bár hivatalosan más nyelvnek számított. A különbségek kimerültek abban, hogy a moldáv irodalmi nyelv pl. a moldovai és külföldi helységnevek oroszosított, ill. orosz változatú névalakját használta (azokat a saját szabályai szerint ragozva), illetőleg nemzetközi kifejezések orosz megfelelőit alkalmazta. A függetlenséget követő évtizedekben a román irodalmi nyelvhez való erőteljes közeledés hatására ezek a minimális különbséget alkotó orosz eredetű elemek végleg eltűntek 2023-ra, amikor a moldáv nyelv fogalmát törvényileg is törölték Moldovában.

### 1989 után
A moldáv vs. román kérdés a gorbacsovi Szovjetunió korszakának a vége felé merült fel újból a Moldáv SZSZK-ban. Hivatalos elnevezése aszerint ingadozott, ahogy az ország politikailag inkább Nyugat vagy Kelet felé orientálódott.
1989-ben, a még nem független Moldovában törvényt fogadtak el a nyelvek használatáról. Ez kimondta, hogy az állam nyelve a latin ábécével írt moldáv nyelv, és ugyanakkor megállapította a román és a moldáv nyelv közötti „valóban létező” nyelvészeti azonosságot.
A mai Moldovai Köztársaság 1991-ben lett független, és a függetlenségi nyilatkozata a románt nevezte meg az állam nyelveként.
Ugyanabban az évben Transznisztria elszakadt Moldovától, és ott a cirill ábécével írt „moldáv” az egyik hivatalos nyelv lett az orosz és az ukrán mellett. A gyakorlatban keveset használják, bár van sajtó ezen a nyelven. 2004-ben bezárták azokat az iskolákat, ahol a román nyelv elnevezéssel tanították; később aztán újra működhettek, de a kormány támogatása nélkül. Akkor 11 200 tanuló tanult „moldáv nyelven”, és 3400 román nyelven.
A Moldovai Köztársaság alkotmányát 1994-ben fogadták el, és ebben a moldáv nyelv szerepel államnyelvként. Egy 2003-as törvény kimondta, hogy a nemzeti politika egyik kitűzött célja „a moldávtalanításra, a moldáv nemzet és államiság létének a tagadására, a moldáv történelem lejáratására, a »moldávok« népnév és a »moldáv nyelv« elnevezés semmibe vételére tett szüntelen kísérletek jogi és politikai semlegesítése”.
Eközben a közéletben és a nyelvészek körében folytatódtak a viták a román vs. moldáv nyelv témájában. Miközben a Moldova Tudományos Akadémiájához tartozó Nyelvészeti Intézet munkatársai román helyesírási szótárt közöltek, Vasile Stati , az egyike azoknak, akik a „moldáv nyelv” romántól való különbözőségének a szószólói, elkészített egy moldáv–román szótárt.
2013. december 5-én az ország alkotmánybírósága úgy határozott, hogy az ország államnyelve a román, úgy tekintve, hogy „a Függetlenségi Nyilatkozatban foglaltatott, a román nyelvre mint a Moldovai Köztársaság államnyelvére vonatkozó előírás felülírja az Alkotmány 13. cikkelyében foglaltatott, a moldáv nyelvre vonatkozó előírást.”
2023. március 2-án lökdösődés tört ki a chișinăui parlamentben amiatt, hogy a moldáv országgyűlés első olvasatban elfogadta azt a törvényjavaslatot, amely előírja, hogy a jövőben a „román nyelv” kifejezést kell használni Moldovában. A javaslattal szemben a szocialista és kommunista politikusok tanúsították a leghevesebb ellenállást, ez okozta a tettlegességig fajuló konfliktus kirobbanását is. Nem egészen három héttel később az államfő is aláírta a törvényt, aki szerint a moldáv nyelv fogalma csak arra volt jó, hogy éket verjenek a moldovai román és romániai román nép közé.
Ennek ellenére a moldáv nyelv fogalmának, sőt magának a cirill ábécé újbóli bevezetésének is még mindig nagyon sok támogatója van a lakosság részéről is. A törvény aláírása előtt tíz nappal is történt egy nagyobb kormányellenes tüntetés. Románia lelkesen üdvözölte a moldovai kormány lépését. Az orosz külügy szintén nem hagyta szó nélkül sem a moldáv lépést, sem a román reakciót, utóbbira még némi gúnnyal is reagált. Oroszország, mely folyamatosan beleszól a moldáv belügyekbe, napirendben tartja a kérdést, Marija Zaharova, az orosz külügyminisztérium szóvivője ki is jelentette, hogy a moldáv nyelv igenis létezik, a Sandu-kormányt pedig Moldova elrománosításával vádolta meg.

## Nyelvük azonosítása a beszélők által
Moldova sajátos történelmi és politikai körülményei miatt ellentmondásos képet mutat az, ahogyan a lakosainak a nyelve él a tudatukban. Erről a 2014-es népszámlálás adatai tanúskodnak.
| Kategória                                   | Összes    | Moldáv | Román | Egyéb |
| ------------------------------------------- | --------- | ------ | ----- | ----- |
| Az etnikumukról nyilatkozók                 | 2 754 719 | 75,1%  | 7,0%  | 17,9% |
| Az anyanyelvükről nyilatkozók               | 2 723 315 | 56,7%  | 23,5% | 19,8% |
| A szokásosan beszélt nyelvükről nyilatkozók | 2 720 377 | 54,6%  | 24,0% | 21,4% |

Transznisztriában 2011-ben 165 200 személy volt bejegyezve moldávként, de a nyelvhasználatról nincsenek adatok.

## Az élő román beszéd jellegzetességei Moldovában
A Moldovában románul beszélők nyelvi sajátosságai általában az iskolázottságuk fokától függenek. Vannak olyanok, főleg, ha Romániában is tanultak, akik nyelve semmiben sem különbözik a sztenderd romántól. Más, viszonylag magas fokú iskolázottsággal bíró beszélők lexikai és nyelvtani szempontból a sztenderd románt beszélik, csupán a kiejtésük követi a moldvai nyelvjárás jellegzetességeit. A viszonylag alacsony fokú iskolázottságúak nyelvében egyrészt a sztenderd nyelvváltozat ismeretének a hiányosságai és a nyelvjárás szempontjai érvényesülnek, másrészt az általános kétnyelvűség okozta orosz nyelvi hatás jellemzi azt.
Dyer Donald Leroy amerikai nyelvész megállapítja, hogy az orosz nyelvi hatás nagyon erős volt a Moldáv SZSZK-ban, mivel a román ajkúak legalább kétnyelvűek lettek. Ezért az élő beszéd jelentősen eltávolodott a sztenderd, főleg az írott nyelvváltozattól, mely a román sztenderdet követte. A szókészlet orosz szavakkal gyarapodott, melyek egy része román szavakat váltott fel. Például a régi román judecătorie: ’törvényszék’ helyett inkább az orosz суд szud szót használják. Még inkább jelen van ez a jelenség a románban létező nyugati újlatin jövevényszavak esetében, mint amilyen a depozit: ’raktár’ szó, ami helyett inkább az orosz склад szklad szót mondják.
Az alaktan terén szembetűnő egyes orosz igetöveknek a román igerendszerbe való beillesztése, pl. Pe Ion l-au sudit pe doi ani vs. sztenderd román Pe Ion l-au condamnat la doi ani: ’Iont két évre ítélték el’.
Az orosz mondattani hatás szerkezetek tükörfordításában nyilvánul meg. Olykor az ilyenek a sztenderd románban egészen mást jelentenek, mint az oroszban. Példa:
| Orosz                                                      | Tükörfordítás                               | Sztenderd román   |
| ---------------------------------------------------------- | ------------------------------------------- | ----------------- |
| У тебя мать больная U tyebja maty boljnaja ’A mamád beteg’ | La tine mama-i bolnavă ’Nálad a mama beteg’ | Mama ta e bolnavă |